# Базилика Санта-Мария-ди-Коллемаджо (Л’Акуила)
Базилика Санта-Мария-ди-Коллемаджо (итал. Basilica di Santa Maria di Collemaggio) — базилика в архиепархии Л'Акуилы Римско-католической церкви в городе Л'Акуила, в провинции Л'Акуила, в регионе Абруццо, в Италии.
Основанная в 1287 году по инициативе Пьетро Анджелери да Морроне, который  в 1294 году стал Папой Целестином V, базилика является самым важным религиозным памятником в городе. Храм был сильно поврежден во время землетрясения в 2009 году, и после первых реставрационных работ базилике на время был присвоен статус кафедрального собора .

## История

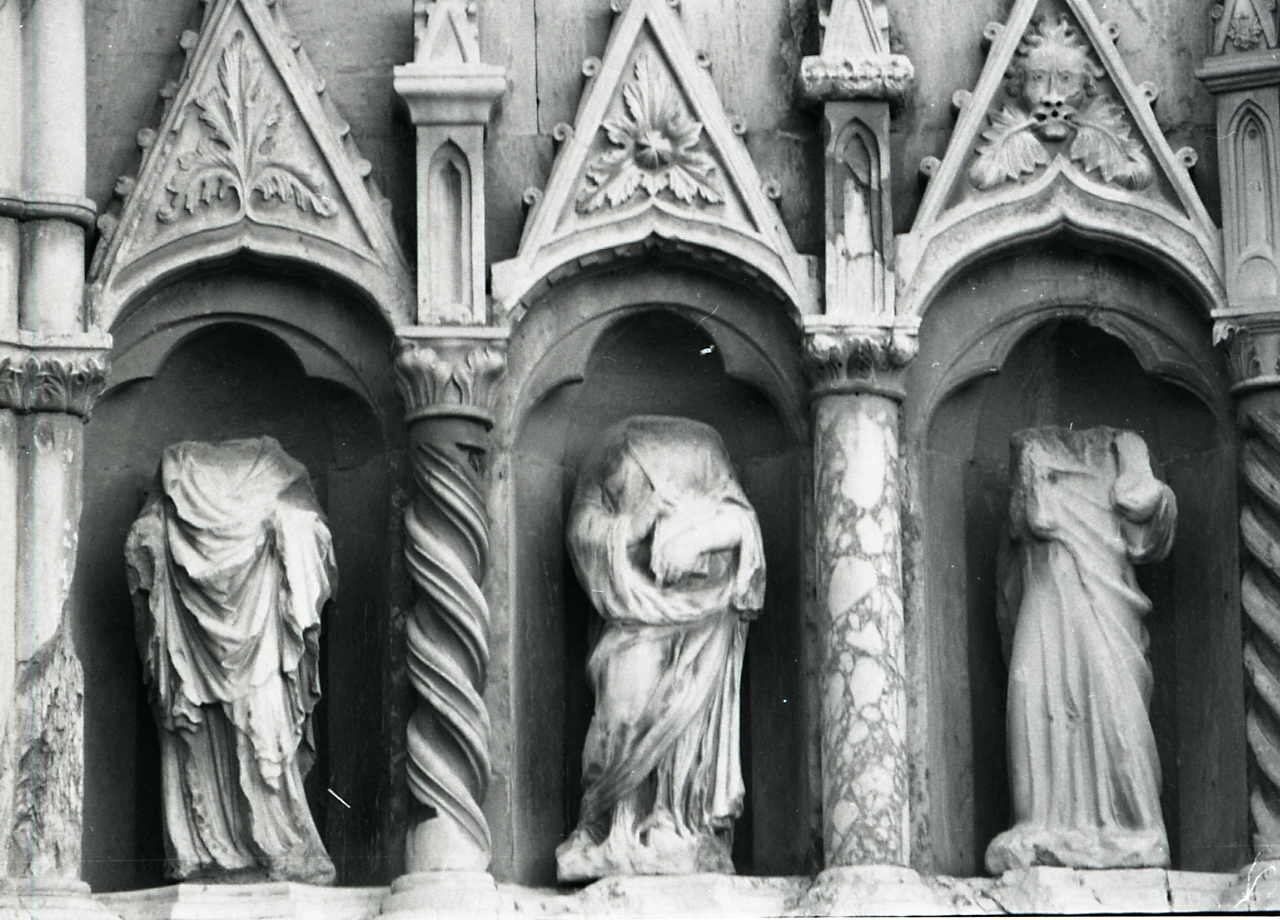

Строительство базилики Санта-Мария-ди-Коллемаджо было сравнительно недолгим, но последствия разрушительных землетрясений, реставрации, дополнения и изменения в архитектуре храма продолжаются по сей день. В настоящее время церковь представляет собой сложный синтез архитектуры романского и готического стилей с элементами барокко.

### Строительство базилики
Перед началом строительства базилики площадь Коллемаджо представляла собой небольшой холм на окраине города Л'Акуила, где находилась Церковь Благовещения Пресвятой Девы Марии, от которой сохранилась старая галерея в архитектурном стиле цистерцианского аббатства Санта Мария ди Поблет в Каталонии. Именно в этой церкви в 1275 году  отшельнику Пьетро да Морроне в сонном видении явилась Богоматерь и благословила на этом же месте построить новую величественную базилику.
25 августа 1288 года восемь епископов торжественно освятили новый храм в честь явления Богоматери в Коллемаджо.

### Интронизация Папы Целестина V
5 июля 1294 года Пьетро да Морроне был избран Папой под именем Целестина V. В сопровождении торжественной процессии он прибыл в город Л'Акуила, и 29 августа 1294 года в базилике Санта Мария ди Коллемаджо прошла его интронизация. Это первый и единственный на сегодня случай интронизации Пап за пределами Рима.
Однако, спустя всего четыре месяца, Целестин V отказался от служения понтифика, желая вернуться к отшельнической жизни, но был схвачен и заключен в крепость Фумоне в Чочарии, где и умер 19 мая 1296 года. В 1327 году его мощи перенесли в базилику Санта Мария ди Коллемаджо, где они пребывают и ныне.

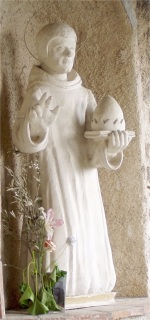
Статуя Целестина V

### Землетрясение 1703 года и реставрация
2 февраля 1703 года, в день Сретения в Л'Акуиле случилось разрушительное землетрясение, жертвами которого стали более 3000 человек. Многие средневековые и ренессансные дворцы и церкви, например Сан-Бернардино и Сан Доменико, были полностью разрушены. Базилика Санта-Мария-ди-Коллемаджо получила серьёзные повреждения, что потребовало проведения реставрационных работ на фасаде здания и полной реконструкции интерьера. Мощи Папы Целестина V не пострадали.
Как и в случае со многими другими зданиями в городе, например всё с той же базиликой Сан Бернардино, реконструкция была проведена в господствовавшем в то время в архитектуре стиле барокко.

### Базилика в XX веке
В начале XX века, благодаря изменениям в городской планировке и строительству новых дорог, базилика оказалась включенной в исторический центр города. В 1960-е годы перед ней запретили автомобильное движение, а позднее на этом месте устроили большой газон. Основание Парко дель Соле справа от храма, а за самим храмом Ботанического сада придали району природоохранный статус.
В 1972 году были проведены реставрационные работы, вернувшие базилике оригинальный блеск романской архитектуры.
В 1982 году Туллио Де Рубейс, бывший в то время  мэром Л'Акуилы, принял решение возродить специальный Юбилей Л'Акуилы серией праздничных шествий, идущих в течение недели перед торжественным открытием Святых Дверей (Порто Санто). «Индульгенция Целестина», или «Пердонанца»  является сегодня крупнейшим и самым важным праздником города, привлекая множество туристов и паломников со всего мира.
После многих лет работы, не без дискуссий, в конце 1990-х годов был открыт Терминал «Лоренцо Натали». Строение, находящееся в районе между базиликой в Коллемаджо и Порта Баццано, соединяется напрямик с Соборной площадью (Пьяцца Дуомо) пешеходным туннелем и является главной станцией для городского автотранспорта с большой автостоянкой под землей. Таким образом, Коллемаджо оказался в центре нового центра города.
На территории перед базиликой в начале XXI века стали проводить различные масштабные мероприятия, например, концерты известных исполнителей. Однако не все горожане согласны с этим, так, как опасаются того, что сильные звуковые вибрации и многотысячная толпа слушателей могут привести к печальным последствиям для памятников архитектуры в районе.

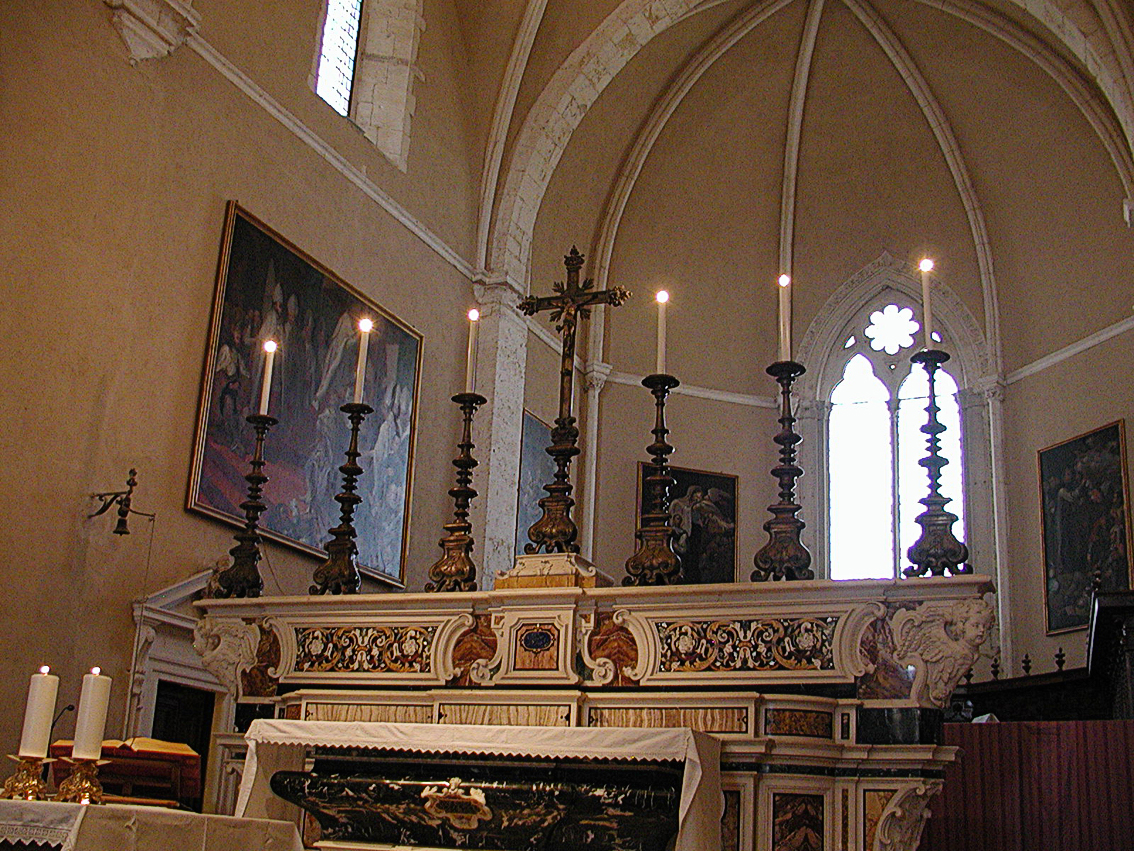
Главный алтарь

### Землетрясение 2009 года
6 апреля 2009 года новое разрушительное землетрясение произошло в городе Л’Акуила. Пострадали все исторические здания города, в том числе и базилика Санта-Мария-ди-Коллемаджо. Храму был причинен значительный ущерб. Потолок базилики рухнул, засыпав мавзолей Папы Целестина V, чьи мощи чудом оказались нетронутыми и были найдены в последующие дни. Поврежденния включали риск обрушения двух апсид, полностью были уничтожены главный алтарь и боковые приделы.
28 апреля 2009 года храм посетил Папа Бенедикт XVI, в сопровождении монсеньора Георга Генсвайна, а также монсеньора Джузеппе Молинари, архиепископа Л’Акуилы. Папа положил свой паллий на гроб с мощами Целестина V.

## Описание
Базилика расположена на холме под названием Коллемаджо, вне стен города Л'Акуила, недалеко от Порта Баццано. Она венчает площадь, представляющую собой большой газон, соединённый с городом через монументальный проспект Коллемаджо.

### Фасад
Фасад второй половины XIII века покрыт множеством белых и красных блоков, которые создают геометрические узоры, чем достигается двойной оптический эффект. В храме три входа, большой и два малых. Средний вход является самым большим и величественным, украшенный множеством концентрических дуг с каждой стороны и имеющий два яруса ниш со скульптурами в готическом стиле. Дверь в стиле барокко относится к 1688 году. Над тремя входами находятся три круглых резных окна. Центральное окно является самым большим по размеру и сложности, все три окна из мастерской художника швабской цистерцианской школы XIII века.
Справа башня, на которой находится колокольня Церкви Благовещения Пресвятой Девы Марии, разобранной в 1880 году и восстановленной в другом месте.

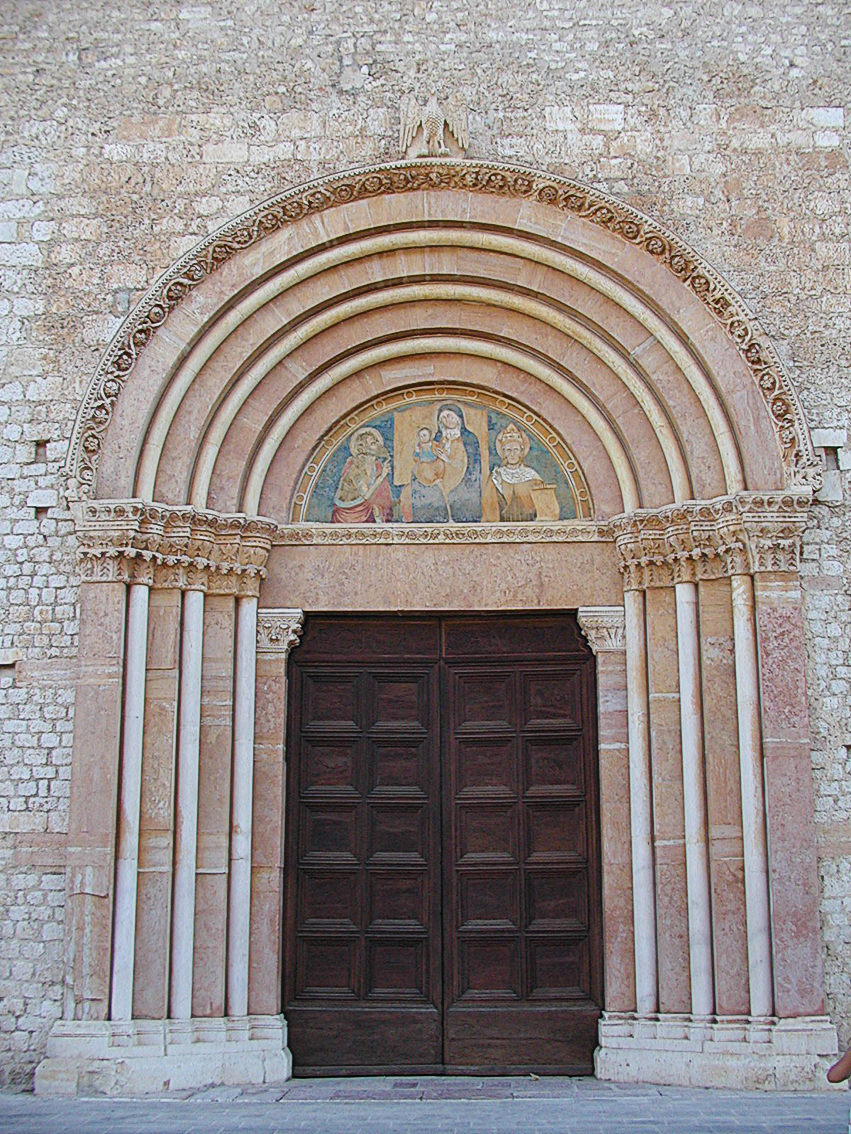
Святые Врата

### Святые Врата
С левой стороны фасада, на стороне, обращенной на север, находится знаменитый и монументальный портал, над котором в люнете изображены Богоматерь со Святым Иоанном Крестителем и Святым Папой Целестином V, а также герб города, в то время, когда Л'Акуила была владением Священной Римской империи.
Это первые в истории Святые Врата, появившиеся по благословению Целестина V, единственного Папы, который был интронизирован не в Риме, а в этой церкви в Л'Акуиле.
В августе 1294 года Целестин V издал папскую буллу в Коллемаджо, в которой предоставил универсальную индульгенцию для всего человечества, без различия. Булла Святого Папы Целестина V, ныне известная как Булла прощения, для получения отпущения грехов ставила единственное условие, посещение базилики в Коллемаджо и принесение покаяния с вечера 28 августа и до вчера 29 августа каждого года.
Открытие Святых Врат, ныне повторяется ежегодно. Так как эта индульгенция появилась ранее традиции отмечать Святой Год, введенной в 1300 году Папой Бонифацием VIII, Пердонанца почитается первым юбилеем в истории Католической церкви.
Сегодня этому событию предшествует ряд культурных, исторических и церковных мероприятий.

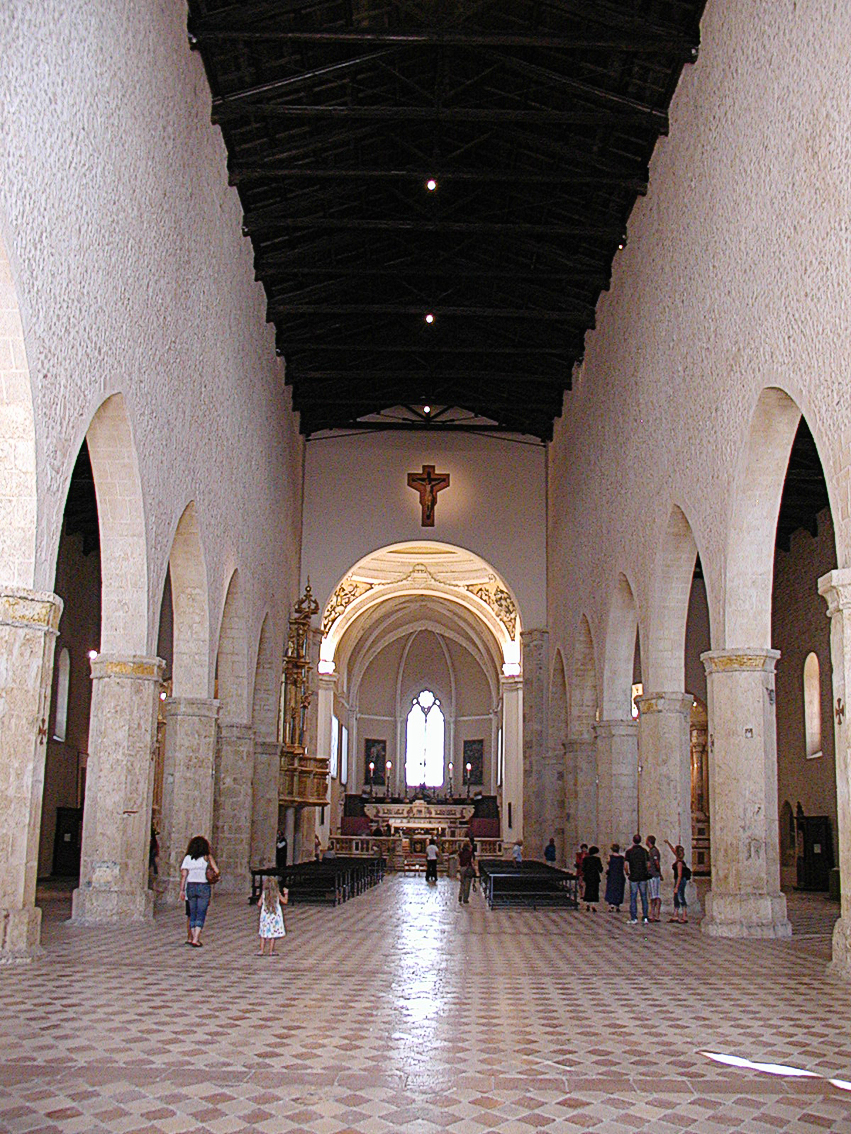
Внутреннее убранство

### Внутреннее убранство
Интерьер базилики представляет собой три нефа, разделенных в основании восьмиугольными пилястрами, которые опираются на стрельчатые арки. В 1970-е годы был проведен капитальный ремонт, устранивший многие элементы XVIII века, в результате чего зданию вернули прежние черты романского стиля.
Пол центрального нефа выложен чередующимися белыми и красными плитами повторяя, в упрощенной форме, геометрический рисунок фасада. Во многих местах на полу есть любопытные геометрические узоры и лабиринты, носящие, судя по всему, символический характер. Местное предание устанавливает наличие прямой связи между базиликой Санта-Мария-ди-Коллемаджо и тамплиерами. По мнению некоторых исследователей во время солнцестояния, когда лучи, падая на фасад, пробиваются в здание сквозь окна, на полу можно прочитать некий алхимический текст.

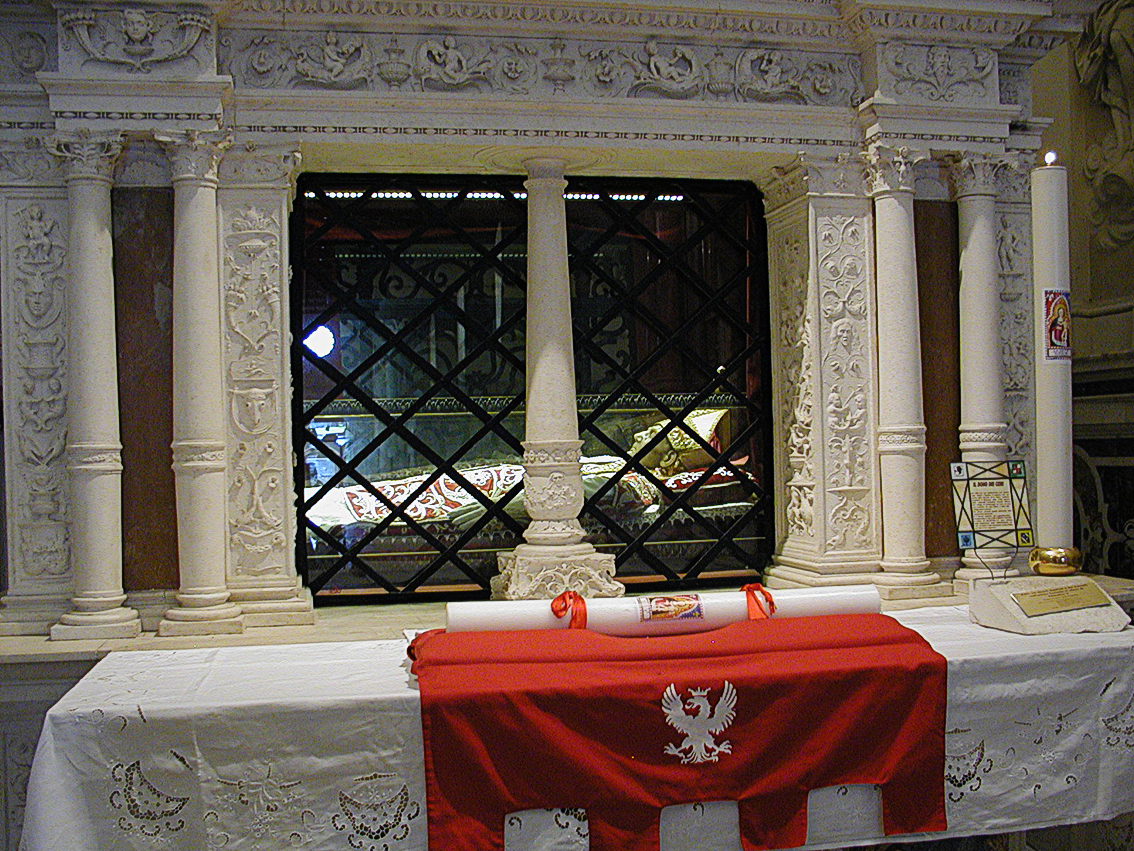
Мавзолей Целестина V

В капелле вниз по проходу направо находится мавзолей Папы Целестина V, выполненный в 1517 году Джироламо Питтони из Виченцы на средства производителей шерсти в Л'Aкуиле.
Внутри находится драгоценная урна работы местного ювелира Луиджи Кардилли, которая заменила две предыдущие: первую украли в 1528 году войска Филиберта Оранского, вторую в 1799 году украли войска Наполеона Бонапарта. Мавзолей украшен медальоном царя Соломона и царя Давида и изображениями царя Соломона и царицы Савской.
В 1988 году мощи святого были украдены из базилики, а после найдены возле кладбища в городе Аматриче.
Капелла главного алтаря, на которую падает свет из великолепной бифоры, расписана в XVI веке. В нишах на стрельчатых арках, расположенных в проходах, есть фрески в XV - начала XVI века: Богоматерь с младенцем и святыми. На фресках анонимного местного автора изображены сцены из жизни Пресвятой Девы Марии: Богоматерь между Святой Агнессой и Святой Аполлонией, Успение Богоматери, Венчание Пресвятой Девы Марии. Интерьер базилики также украшен Распятием со Святым Юлианом, особенно почитаемым в Л′Акуиле,   и четырнадцатью большими картинами XVII века кисти Карла Рутера, монаха из Гданьска, демонстрирующие эпизоды из жизни Святого Целестина V.